# كوبا أمريكا 2011 المجموعة أ
المجموعة أ من كوبا أمريكا 2011 هي واحدة من المجموعات الثلاث من الدول المتنافسة في كوبا أمريكا 2011. هي تضم الأرجنتين، بوليفيا، كولومبيا، كوستاريكا. الفائز من هذه المجموعة سوف يواجه أول أفضل فريق صاحب مركز ثالث في دور المجموعات والوصيف سيواجه الوصيف من المجموعة ج، كل ذلك في ربع النهائي. هي سوف تبدأ يوم 1 يوليو وستنتهي يوم 11 يوليو.
|  |

## الترتيب
| مفاتيح الألوان في جدول المجموعات | مفاتيح الألوان في جدول المجموعات       |
| -------------------------------- | -------------------------------------- |
|                                  | الفرق التي تأهلت إلى الدور ربع النهائي |

| فريق      | نقاط | فرق | عليه | له | خ | ت | ف | لعب |
| --------- | ---- | --- | ---- | -- | - | - | - | --- |
| كولومبيا  | 7    | 3+  | 0    | 3  | 0 | 1 | 2 | 3   |
| الأرجنتين | 5    | 0   | 1    | 4  | 0 | 2 | 1 | 3   |
| كوستاريكا | 3    | 2−  | 4    | 2  | 2 | 0 | 1 | 3   |
| بوليفيا   | 1    | 4−  | 5    | 1  | 2 | 1 | 0 | 3   |

جميع الأوقات محلية، توقيت الأرجنتين (ت ع م−03:00).
| الأرجنتين  | 1 – 1 | بوليفيا   |
| ---------- | ----- | --------- |
| أغويرو 76' | تقرير | روخاس 48' |

| كولومبيا  | 0 – 1 | كوستاريكا |
| --------- | ----- | --------- |
| راموس 45' | تقرير |           |

| الأرجنتين | 0 – 0 | كولومبيا |
| --------- | ----- | -------- |
|           | تقرير |          |

| بوليفيا | 2 – 0 | كوستاريكا                 |
| ------- | ----- | ------------------------- |
|         | تقرير | مارتينيز 59' · كامبيل 78' |

| كولومبيا               | 0 – 2 | بوليفيا |
| ---------------------- | ----- | ------- |
| فالكاو 14'، 28' (ضرب.) | تقرير |         |

| الأرجنتين                        | 0 – 3 | كوستاريكا |
| -------------------------------- | ----- | --------- |
| أغويرو 45+1'، 52' · دي ماريا 63' | تقرير |           |

## وصلات خارجية
- Copa América 2011 الموقع الرسمي